# Рачица
Рачица — река в России, протекает по Новосокольническому району Псковской области. Устье реки находится в 1,3 км по левому берегу реки Большой Удрай. Длина реки составляет 30 км, площадь водосборного бассейна — 188 км². Недалеко от устья у урочища Зеленино ширина реки — 5 метров, глубина — 2 метра.
Слева в Рачицу впадает Долгая, справа Воронец. В 9 км от устья, по левому берегу реки впадает река Осиновка. Рачица соединена каналами с Колотиловкой.
Исток (озеро Рачица) находится на территории Горожанской волости, затем река протекает по Новосокольнической волости. Здесь по берегам стоят деревни Лабушино, Кузьмино, Марьино. Ниже, на территории Бологовской волости по берегам стоят деревни Зеленино, Шевельки и Бор (центр поселения). Устье Рачицы находится на границе с Великолукским районом.

## Данные водного реестра
По данным государственного водного реестра России относится к Балтийскому бассейновому округу, водохозяйственный участок реки — Ловать и Пола, речной подбассейн реки — Волхов. Относится к речному бассейну реки Нева (включая бассейны рек Онежского и Ладожского озера).
Код объекта в государственном водном реестре — 01040200312102000022943.